# Megaloceroea recticornis
Megaloceroea recticornis är en insektsart som först beskrevs av Geoffroy in Fourcroy 1785.  Megaloceroea recticornis ingår i släktet Megaloceroea och familjen ängsskinnbaggar. Arten är reproducerande i Sverige. Inga underarter finns listade i Catalogue of Life.

## Bildgalleri

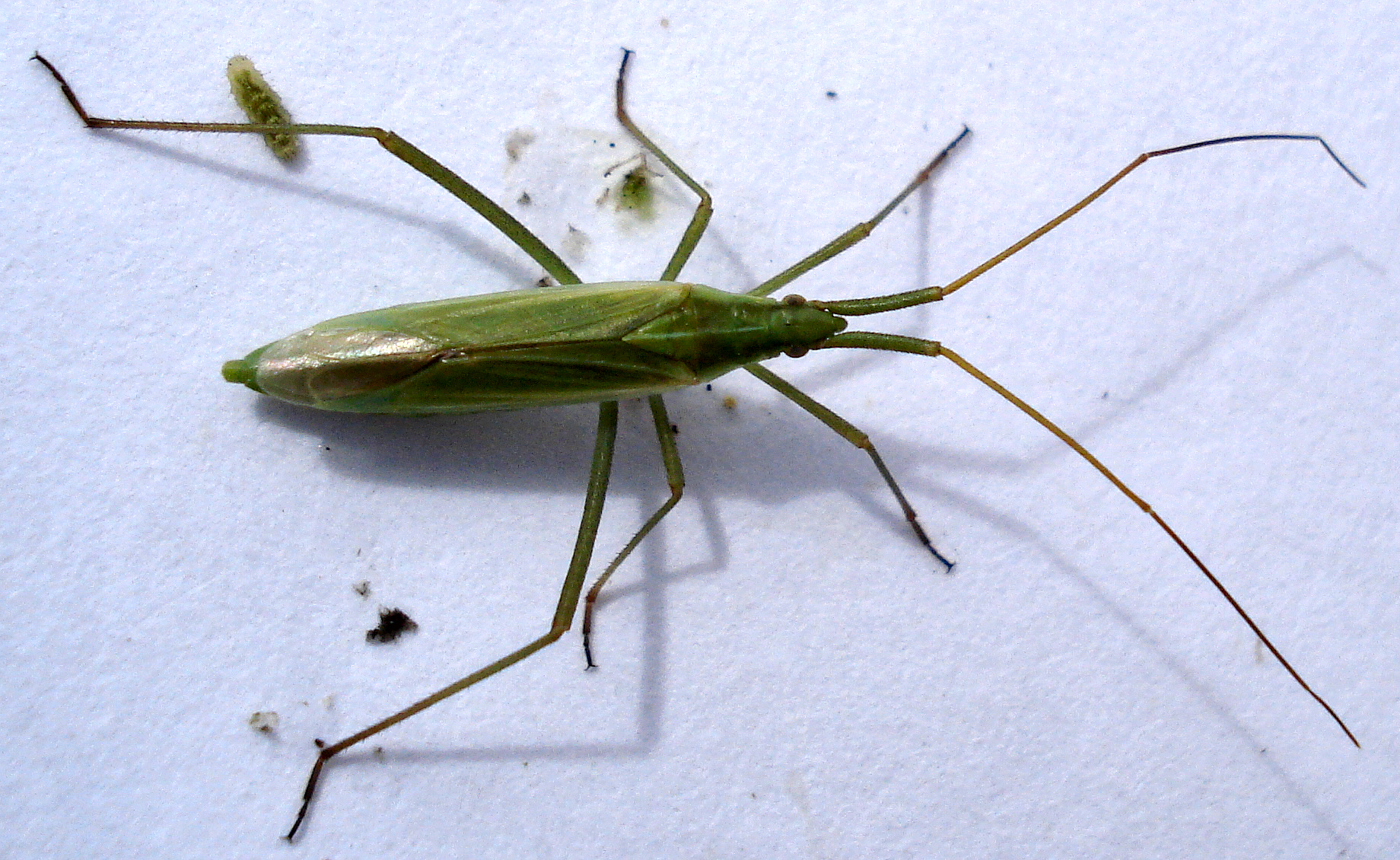
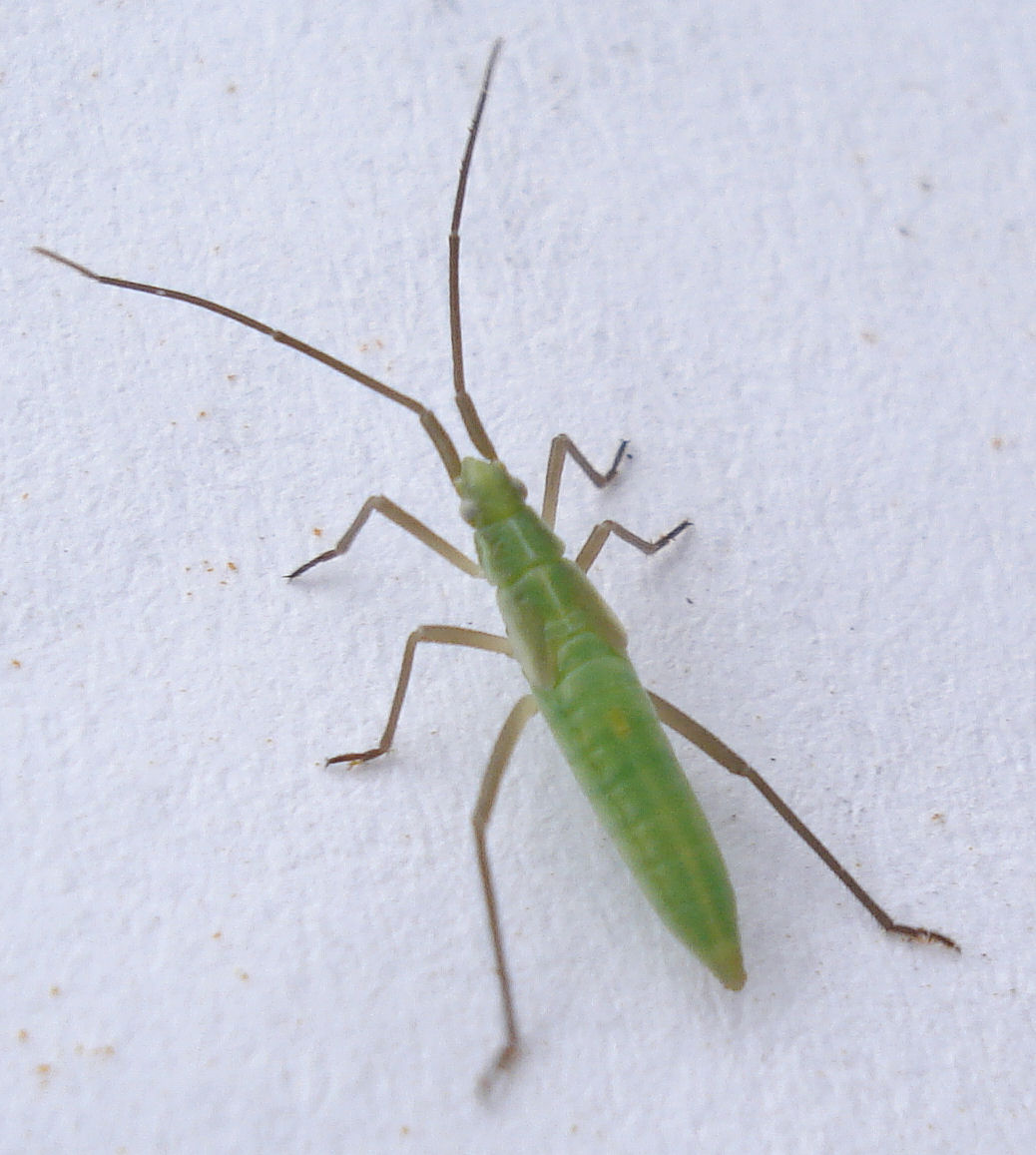
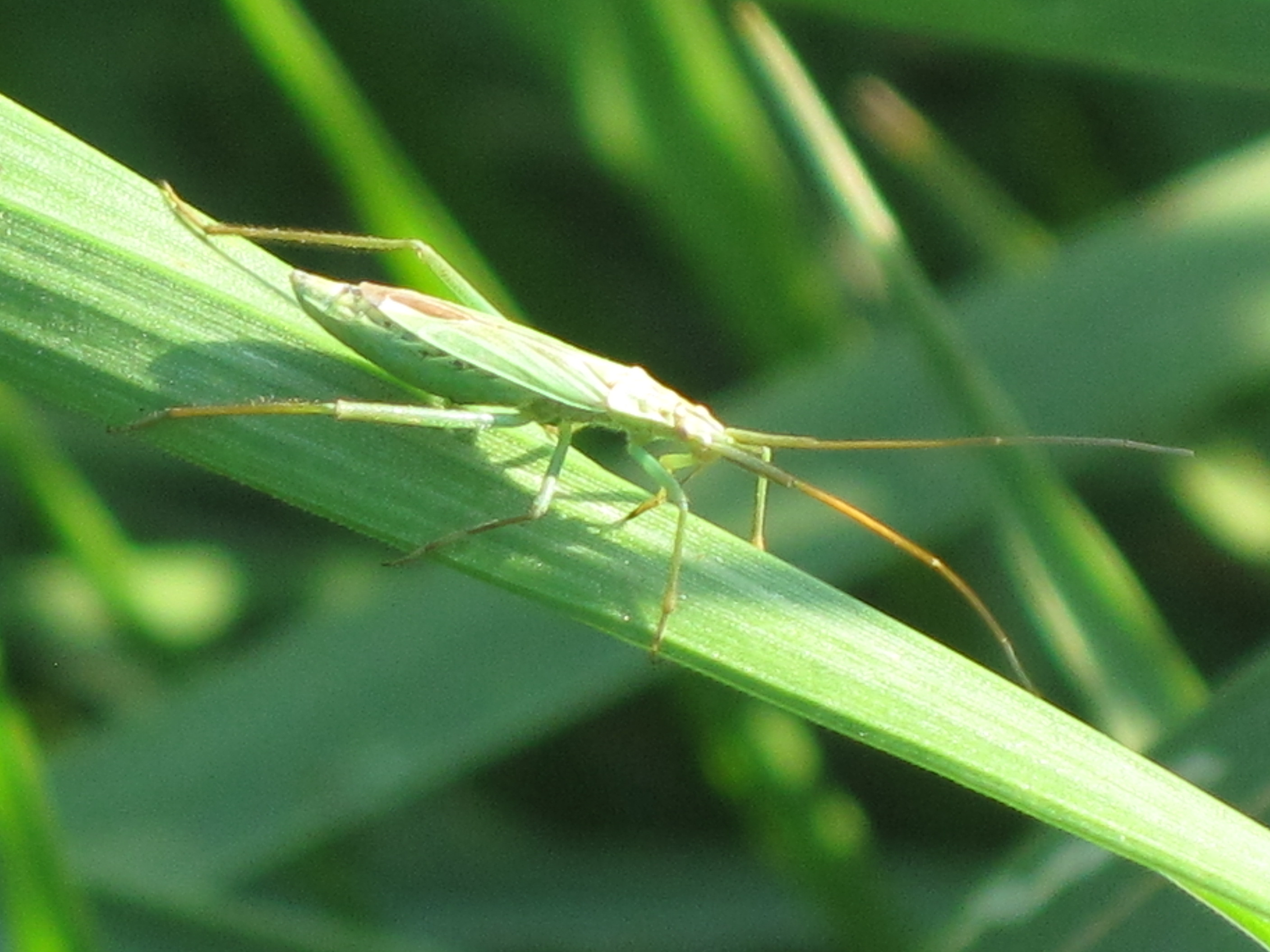
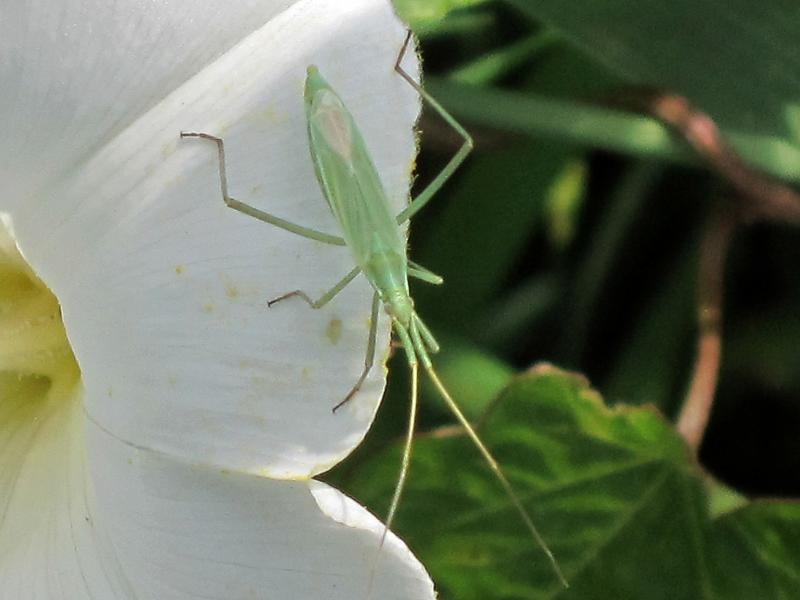
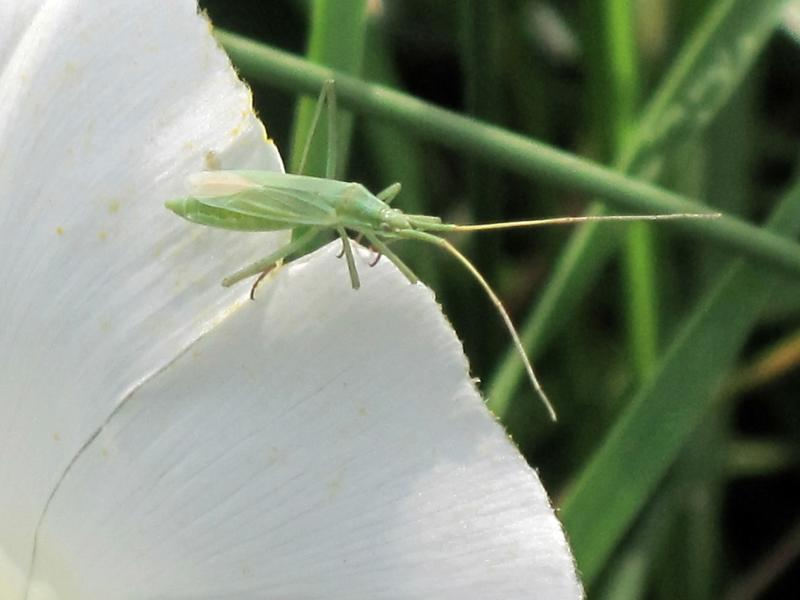